# Ust-Port
Ust-Port (russisch Усть-Порт) ist eine kleine russische Fischersiedlung mit 338 Einwohnern (Stand 14. Oktober 2010) an der Mündung des Jenissei in das Nordmeer. Der Ort liegt in der Region Krasnojarsk im ehemaligen Autonomen Kreis Taimyr, dem heutigen Rajon Taimyr der Dolganen und Nenzen. Er gehört zur Landgemeinde Karaulskoje selskoje posselenije.

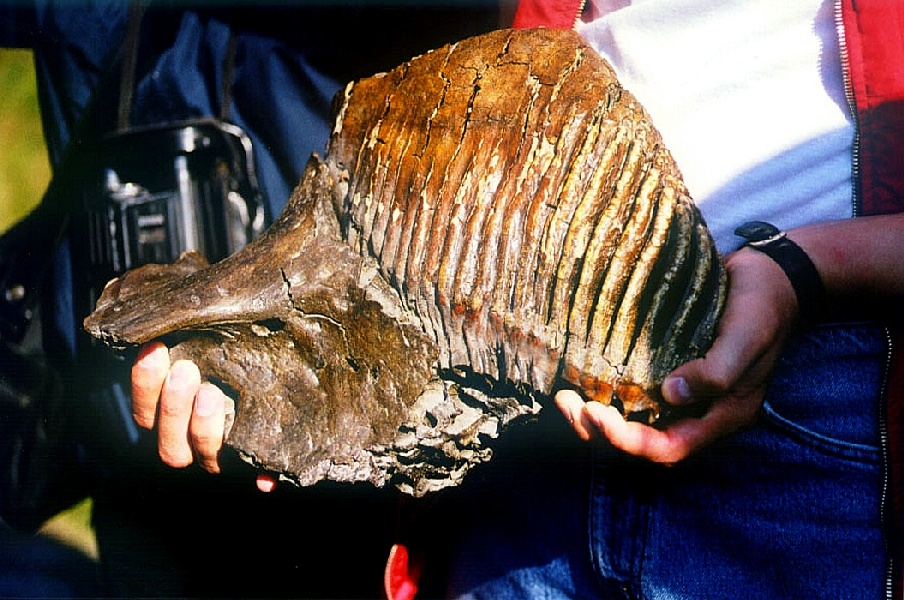
Mammutknochen, gefunden in der Tundra bei Ust-Port

Im Jahre 1923 wurde der Hafen in Ust-Port in Betrieb genommen, er ist aber ungeschützt und somit dem Hochseewetter ausgesetzt und verlor nach der Entdeckung der Bucht von Igarka rasch wieder an Bedeutung. In den Permafrostboden wurden Lagerstätten für Kühlprodukte gebaut, deren Temperatur stets zwischen −21 und −24 °C liegt; eine angeschlossene Fabrik verarbeitet den Fisch aus dem Jenissei. Eine ähnliche Anlage ließ Stalin in Nowy Port am Fluss Ob in den 1940er Jahren für eine Fangflotte und eine angeschlossene Fischfabrik aufbauen. Auch die Pelztierzucht wurde längst wieder aufgegeben.
Die meisten Einwohner leben im Sommer als Rentierzüchter in der Tundra oder als Fischer auf dem Jenissei.
Nach der Erschließung des Erdölfeldes von Wankor wurde eine Pipeline nach Ust-Port in Erwägung gezogen, was aber aufgrund der langen winterlichen Blockade des Hafens durch Eis zugunsten einer 750 Kilometer langen Pipeline mit Verladung in Dikson auf die nördliche Polarroute wieder verworfen wurde.